# Wilhelm Jungbluth
Wilhelm Maria Hubert Josef Edmund Jungbluth (geboren am 22. Mai 1832 in Jülich; gestorben am 11. Juli 1889 in Aachen) war ein preußischer Verwaltungsjurist und kommissarisch Landrat des Kreises Kleve.

## Leben
Der Katholik Wilhelm Jungbluth war ein Sohn des Jülicher Bürgermeisters und Gutsbesitzers Josef Jungbluth und dessen Ehefrau Elisabeth, geborene Schneiders. Nach dem Studium der Rechts- und Staatswissenschaften gehörte er noch bis 1856 dem preußischen Justizdienst an, wechselte dann aber als Regierungsreferendar an der Königlich Preußischen Regierung in Düsseldorf in die allgemeine Verwaltung. Von dort aus vom 12. Mai 1858 bis zum 14. November 1859 kommissarisch mit der Verwaltung des Kreises Kleve betraut, gelangte Jungbluth während seiner weiteren Dienstzeit noch an die Regierung in Königsberg (Preußen), wurde nach Ablegung der Großen Staatsprüfung 1865 zum Regierungsassessor und 1875 zum Regierungsrat ernannt. Zuletzt war er bis zu seinem Tod als Oberregierungsrat an der Regierung in Aachen tätig. Der unverheiratet gebliebene Jungbluth starb drei Tage nachdem er an seinem Schreibtisch im Gebäude der Königlichen Regierung einen Gehirnschlag erlitt, am 11. Juli 1889 in Aachen, 1889 wohnte er in Burtscheid.
Der Gutsbesitzer Wilhelm Jungbluth war Hauptmann a. D. der Landwehr, Träger des Roten Adler-Ordens IV. Klasse und des Eisernen Kreuzes II. Klasse.